# ヘブライ語アカデミー
座標: 北緯31度46分20.34秒 東経35度11分54.71秒 / 北緯31.7723167度 東経35.1985306度

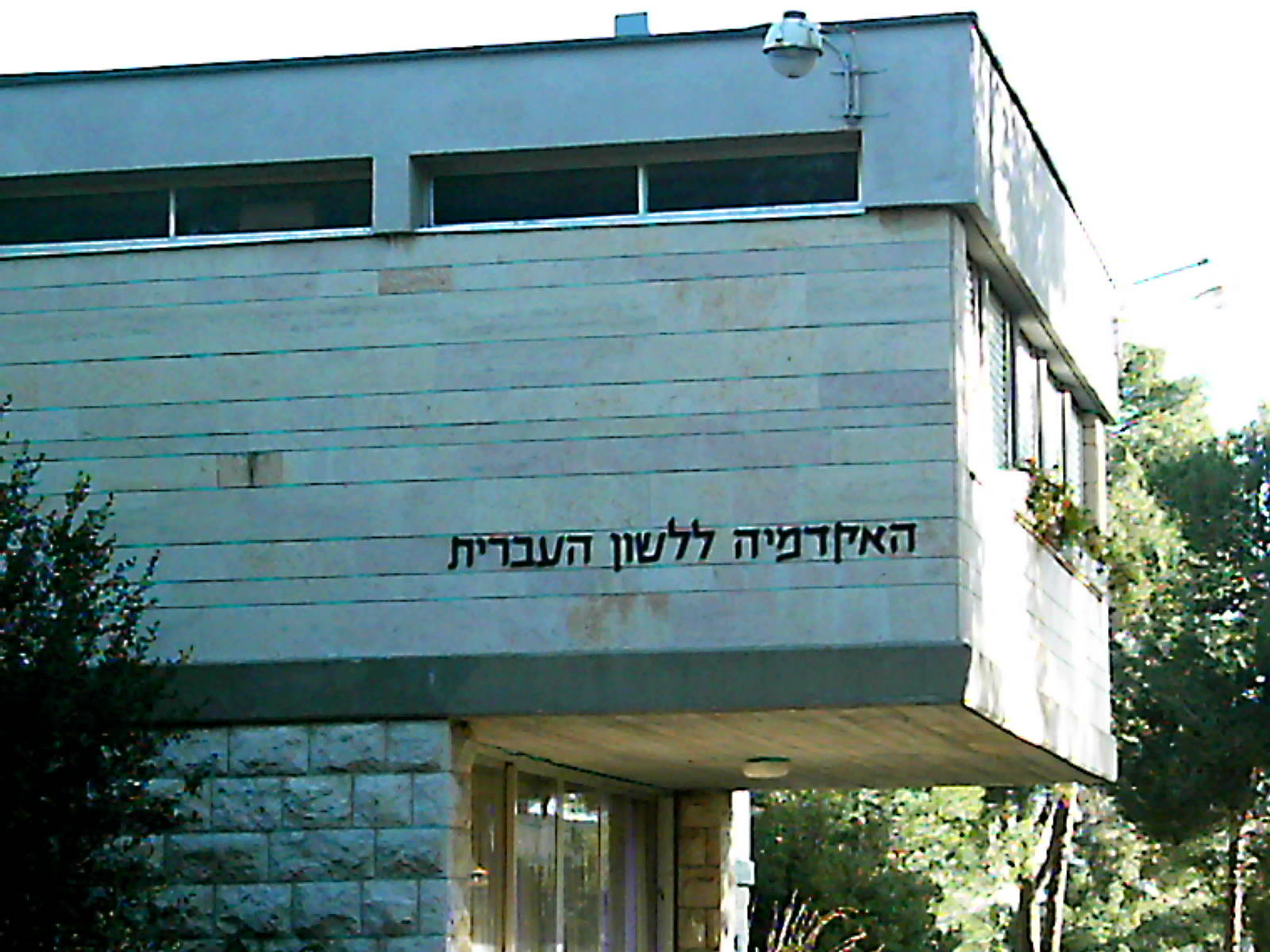
ヘブライ語アカデミー

ヘブライ語アカデミー (Academy of the Hebrew Language - הָאָקָדֶמְיָה לַלָּשׁוֹן הָעִבְרִית, HaAkademya laLashon ha'Ivrit)は、イスラエルのエルサレム市内、ヘブライ大学のギヴアット・ラム・キャンパスに設置されているヘブライ語に関するアカデミー（学術団体）である。

## 概要
ヘブライ語アカデミーは1890年にエリエゼル・ベン・イェフダーによって設立された「ヘブライ語委員会」が基礎となっており、イスラエル独立後の1953年に、ヘブライ大学内の「ヘブライ語アカデミー」に改編され現在に至る。エリエゼル・ベン・イェフダーはヘブライ語を現代に復活させた第一人者で、ヘブライ語委員会の初代委員長も彼自身であった。ヘブライ語委員会はパレスチナ地域でのヘブライ語教育システムの確立、辞書や広報の出版でヘブライ語の再普及に努め、ヘブライ語アカデミーもその役割を受け継いでいる。エリエゼル・ベン・イェフダーによって編纂が始められたヘブライ語大辞典は、彼が亡くなり、ヘブライ語アカデミーが設立された後の1958年に完成した。現在でも、国外からイスラエルに移住してきた外国生まれのユダヤ人や留学生などにヘブライ語を教えるウルパンと呼ばれる学校が広く開講されるなど、ヘブライ語の普及・教育には引き続き力が入れられている。
ヘブライ語アカデミーでは、元々のヘブライ語に無い、外来語の語句などを表現するための"新しいヘブライ語"の作成も行っている。アカデミーの名称に使われている "HaAkademya" という語も、この活動によって生み出された語である。